# ZG16B
ZG16B (англ. Zymogen granule protein 16B) – білок, який кодується однойменним геном, розташованим у людей на короткому плечі 16-ї хромосоми. Довжина поліпептидного ланцюга білка становить 208 амінокислот, а молекулярна маса — 22 739.
| 10         |  | 20         |  | 30         |  | 40         |  | 50         |
| ---------- |  | ---------- |  | ---------- |  | ---------- |  | ---------- |
| MGAQGAQESI |  | KAMWRVPGTT |  | RRPVTGESPG |  | MHRPEAMLLL |  | LTLALLGGPT |
| WAGKMYGPGG |  | GKYFSTTEDY |  | DHEITGLRVS |  | VGLLLVKSVQ |  | VKLGDSWDVK |
| LGALGGNTQE |  | VTLQPGEYIT |  | KVFVAFQAFL |  | RGMVMYTSKD |  | RYFYFGKLDG |
| QISSAYPSQE |  | GQVLVGIYGQ |  | YQLLGIKSIG |  | FEWNYPLEEP |  | TTEPPVNLTY |
| SANSPVGR   |  |            |  |            |  |            |  |            |

A: Аланін

D: Аспарагінова кислота

E: Глутамінова кислота

F: Фенілаланін

G: Гліцин

H: Гістидин

I: Ізолейцин

K: Лізин

L: Лейцин

M: Метіонін

N: Аспарагін

P: Пролін

Q: Глутамін

R: Аргінін

S: Серин

T: Треонін

V: Валін

W: Триптофан

Білок має сайт для зв'язування з лектинами. 
Секретований назовні.